# لوك فيتزباتريك
لوك فيتزباتريك (بالإنجليزية: Luke Fitzpatrick)‏ (23 يناير 1986 في جمهورية أيرلندا - ) هو لاعب كرة قدم أيرلندي في مركز الوسط. لعب مع باتريك أتلتيك وووترفورد يونايتد وMonaghan United F.C. ‏ وDingley Stars FC ‏.

## وصلات خارجية
- لوك فيتزباتريك على موقع قاعدة بيانات كرة القدم.إي يو (الإنجليزية)